# Eduard Cristian Zimmermann
Eduard Cristian Zimmermann (sinh ngày 18 tháng 4 năm 1983 ở Reșița) là một cầu thủ bóng đá người România, thi đấu ở vị trí thủ môn cho CSMŞ Reșița.
Zimmermann khởi đầu sự nghiệp tại đội bóng địa phương FCM Reșița và được mua bởi Politehnica Timişoara trước mùa giải 2003-04.
Ngày 22 tháng 2 năm 2011 anh ký bản hợp đồng 2,5 năm cùng với Petrolul Ploieşti.
Anh là cựu tuyển thủ U-21 quốc gia România.